# Mastigion
Mastigion é um género botânico pertencente à família das orquídeas (Orchidaceae).